# Barna inkakolibri
A barna inkakolibri (Coeligena wilsoni) a madarak osztályának sarlósfecske-alakúak (Apodiformes) rendjébe és a kolibrifélék (Trochilidae) családjába tartozó faj.

## Rendszerezése
A fajt Adolphe Delattre és Jules Bourcier írta le 1846-ban, a Trochilus nembe Trochilus wilsoni néven. Tudományos nevét Thomas Bellerby Wilson amerikai természettudós tiszteletére kapta.

## Előfordulása
Az Andok hegységben, Kolumbia és Ecuador területén honos. A természetes élőhelye a szubtrópusi vagy trópusi síkvidéki és hegyi esőerdők. Állandó, nem vonuló faj.

## Megjelenése
Testhossza 13 centiméter, testtömege 6,5-6,9 gramm.
|  |

## Életmódja
Nektárral táplálkozik.